# Proales baradlana
Proales baradlana är en hjuldjursart som beskrevs av Zoltan Varga 1958. Proales baradlana ingår i släktet Proales och familjen Proalidae. Inga underarter finns listade i Catalogue of Life.